# Belgische gemeenteraadsverkiezingen 1938
De Belgische gemeenteraadsverkiezingen van 1938 vonden plaats op zondag 16 oktober 1938. De vorige gemeenteraadsverkiezingen vonden plaats op zondag 9 oktober 1932 en de volgende op 24 november 1946.
De gemeenteraden van alle 2.670 Belgische gemeenten werden verkozen voor een periode van zes jaar. Het mandaat ging in op 1 januari 1939.

## Zonder stemming
In een aantal gemeenten waren er evenveel (of zelfs minder) kandidaten als het aantal te verkiezen gemeenteraadsleden, waardoor de kandidaten automatisch verkozen zijn.
- Dit is het geval in 364 gemeenten (13,63% van alle gemeenten)
- In totaal 2.738 gemeenteraadsleden (11,56% van alle raadsleden)
- In totaal 172.671 kiesgerechtigden die niet moesten stemmen (3,31% van alle kiesgerechtigden)

## Uitslagen
Slechts 69% van de stemmen gaan naar de drie traditionele partijen (katholieken, liberalen en socialisten) door de opkomst van extremistische partijen zoals Rex. De stemmen van de (katholieke) Vlaamse Concentratie erbij geteld, is dit evenwel al 92%.

### Per stad
In Antwerpen werd Camille Huysmans (BWP) als burgemeester herkozen. De excentrieke Leo Frenssen werd verkozen met vijf anderen op zijn lijst.
In Brussel werden 41 gemeenteraadsleden verkozen: 13 PL-LP, 12 PSC-CVP, 9 PSB-BSP, 4 Rex en 3 PCB-KPB. Burgemeester Adolphe Max (PL-LP) werd herverkozen.
In Luik werden de volgende gemeenteraadsleden verkozen: 13 socialisten, 9 katholieken, 7 liberalen en 4 communisten. Liberaal Xavier Neujean bleef burgemeester.
In Gent blijft liberaal Alfred Vander Stegen burgemeester.
In Brugge wonnen de katholieken een zetel bij en behielden de meerderheid.
In Ieper werden 15 gemeenteraadsleden verkozen: 8 katholieken, 3 liberalen, 2 socialisten en 2 Vlaams-nationalisten. Jean Vanderghote (CVP) bleef burgemeester.

## Geweld
Op sommige plaatsen kwamen incidenten voor. In Elsene werd een liberaal gedood.